# RetroShare
RetroShare este un software liber pentru criptare, partajare de fișiere, Peer-to-peer, e-mail, mesagerie instant, chatroom și BBS, bazat pe o rețea de prieten la prieten (Friend-to-friend) bazat pe GNU Privacy Guard. Nu este strict un darknet deoarece membrii pot să comunice opțional, certificate și adrese IP de la și către prietenii lor.
Din 2013, site-ul PRISM Break recomandă RetroShare pentru schimbul de fișiere anonim.
Numărul de utilizatori simultan este, în ianuarie 2014, mai mare de 5800.

## Autentificare și conectivitate
După instalare, utilizatorul fie generează o pereche de chei criptografice GNU Privacy Guard cu RetroShare, sau selectează o pereche existentă pentru a o utiliza. După autentificare și schimbul unei cheie asimetrice, SSH este folosit pentru a stabili o conexiune. Criptarea este realizată folosind OpenSSL. Prietenii prietenilor nu se pot conecta în mod implicit, dar se pot vedea reciproc, dacă utilizatorul permite acest lucru. Suportul pentru IPv6 este planificat pentru RetroShare 0.6 posibil în 2014.

## Partajarea de fișiere
Este posibil să partajați foldere între prieteni. Transferul fișierelor este efectuat folosind un sistem multi-hop swarming inspirat de caracteristica "Turtle Hopping" a proiectului Turtle F2F, dar implementat diferit. În esență, datele sînt schimbate numai între prieteni, cu toate că este posibil ca sursa și destinația unui transfer de date să fie la cîțiva prieteni distanță. O funcție de căutare anonimă multi-hop este o altă sursă de a găsi fișiere în rețea.
Fișierele sunt reprezentate de valoarea SHA-1 hash și legături HTTP-conforme pot fi exportate, copiate și lipite în/din RetroShare pentru a publica amplasarea lor virtuală în rețeaua RetroShare.

## Comunicare
RetroShare oferă mai multe servicii pentru a permite prietenii să comunice:
- un chat privat și un sistem privat de discuții permite comunicarea securizată între prietenii cunoscuți.
- un forum care să permită distribuția de posturi anonime sau autentificate de la prieteni prietenilor.
- un sistem de canale oferă posibilitatea de a auto-descărca fișiere postate într-un canal fiecarui subscris.

## Interfață utilizator
Nucleul software-ului RetroShare se bazează pe o bibliotecă offline, la care sunt conectate două executabile:
- un executabil de linie de comandă, care nu oferă aproape nici un control.
- o interfață grafică pentru utilizator în Qt4, pe care majoritatea utilizatorilor o folosesc. Pe lângă funcțiile destul de comune pentru alte software file-sharing, precum funcția Căutați și vizualizarea de transferuri, RetroShare oferă utilizatorilor potențialul de a gestiona rețeaua lor și de colectare opțională de informații despre prieteni și vizualizarea acestora ca o matrice a încrederii sau ca un grafic de rețea dinamică.

## Anonimatul
Structura rețelei RetroShare face dificilă interferența și greu posibilă monitorizarea externă. Gradul de anonimat poate fi îmbunătățit în continuare prin dezactivarea DHT (distribuite hash table) și serviciilor de schimb de IP/Certificate, transformînd Retroshare într-o rețea Darknet.
Prietenii prietenilor nu se pot conecta direct, cu toate acestea, există posibilitatea de partajare  anonimă a fișierelor cu prietenii prietenilor, dacă este activată de către utilizator. Căutarea, accesul, încărcarea și descărcarea acestor fișiere este făcută printr-o serie de prieteni. Aceasta înseamnă comunicarea între sursa de date (încărcare) și destinația (downloader) este indirectă prin prieteni comuni. Deși prietenii intermediari nu pot determina sursa originală sau destinația finală, ei pot vedea două link-uri în lanțul de comunicare (prietenii lor). Deoarece fluxul de date este criptat, numai sursa originală și destinația finală sunt capabili de a vedea ce date sunt transferate.

## Vezi și
- Darknet